# Angelo La Mantia
Angelo La Mantia (Termini Imerese, 1904 – Milwaukee, marzo 1978) è stato un mafioso italiano, mafioso e killer della Famiglia di Milwaukee, ed alleato di Joe Aiello durante gli anni venti, nella guerra contro Al Capone.

## Biografia
Angelo La Mantia nasce nel 1904 a Termini Imerese, una grossa cittadina in provincia di Palermo. Nel 1922  assieme a suo fratello Pietro, dopo aver commesso l'omicidio di un mafioso rivale, emigra in America a Milwaukee, dove molti membri della locale famiglia provengono proprio da Termini Imerese. La Mantia sale rapidamente i ranghi della famiglia, segnalandosi come uno dei migliori e più temuti killer di tutta la malavita di Milwaukee. Alla metà degli anni '20 a Chicago scoppia una faida tra la cosca di Aiello, e la banda di Capone sostenuta da Tony Lombardo. capo dell'Unione Siciliana ed ex socio di Aiello. Lo stesso Aiello aspirava a diventare il capo dell'unione al posto di Lombardo, e sostituire Al Capone, come il più potente boss di tutta Chicago.
Così dopo alcuni tentativi andati a vuoto nell'uccidere Capone, Joe Aiello chiama a Chicago alcuni temuti killer di Cleveland e St. Louis come: Tony Torchio, Vincent Spicuzza ed altri, che non sono conosciuti dagli uomini di Capone. Ma questi verranno ripetutamente massacrati da Jack M'gurn e i suoi uomini, appena messo piede a Chicago, grazie all'efficiente rete di informazione della banda, così ad Aiello non resta che giocare il suo asso nella manica: Angelo La Mantia.
Nel novembre del 1927 il ventitreenne Angelo La Mantia viene arrestato dalla polizia di Chicago, mentre si trova dentro un appartamento dell'Hotel Rex al 3142 di ashland avenue a nord di Chicago assieme a Joe Aiello e suo fratello Dominick, Joe Russo, Jack Manzella, Michele Bizzarro, e Joseph Rubinelli. La polizia sequestra pistole, fucili e dinamite, e porta i sospettati alla centrale di sud clark street per interrogarli. La Mantia e gli altri sospetti non potendo negare l'evidenza, ammettono di essere i proprietari delle armi ma si rifiutano di rispondere a tutte le altre domande.
I 7 sospettati grazie ai loro avvocati vengono rilasciati dopo poche ore. In seguito Angelo e suo fratello Pietro saranno sospettati di essere i sicari di Antonino Lombardo nel 1928. Alla fine degli anni '20, La Mantia è sospettato di decine di omicidi avvenuti a Milwaukee, e in tutto lo Stato del Wisconsin, ma in tribunale misteriosamente le accuse contro di lui cadono una dopo l'altra.
Angelo si innamora e sposa la sorella di Frank Aiello, nipote di Joe Aiello, che risiedevano a Milwaukee. Lo stesso Frank Aiello verrà assassinato il 23 maggio 1931, all'età di 35 anni, mentre giocava a carte nella cucina di casa sua assieme ai suoi cognati. I killer si appostarono a lato della finestra e uccisero Frank con dei fucili calibro 12.
Il 15 ottobre 1931, Angelo La Mantia assieme ad altre tre persone viene accusato degli omicidi di due mafiosi di Pittsburgh. Oltre a Angelo La Mantia viene accusato anche Philip Spaldino di Pittsburgh, accusato dell'omicidio di Antonio Argento, strangolato e bruciato a Turtle Creek, Anthony La Mantia ed un terzo uomo. I due sono accusati dell'omicidio di un mafioso avvenuto il 24 giugno 1931.         
Come avvenuto in precedenza, le accuse verso i quattro cadranno.
All'inizio del 1940, alle autorità americane arriva un telegramma dal governo italiano, che chiede l'estradizione di La Mantia per l'omicidio commesso nel 1922, pochi mesi prima di emigrare in America. Il 4 marzo 1940, Angelo La Mantia viene arrestato e in tribunale dichiara di essere innocente, affermando di aver lasciato la Sicilia nel 1922, mentre nella denuncia viene scritto che il reato è stato commesso tra il 1923 ed il 1927. A favore di La Mantia si schierano figure locali molto influenti, come il console Italiano di Milwaukee, Angelo Cerminera. Le accuse di La Mantia cadranno per l'ennesima volta il 13 marzo 1940.
Angelo La Mantia morirà diversi anni dopo, nel 1978  a Milwaukee, per cause naturali.

## Fonti
- http://www.myalcaponemuseum.com